# Slammiversary IX
Slammiversary IX — реслинг-PPV серии Slammiversary промоушена Total Nonstop Action Wrestling (TNA), которое прошло 12 июня 2011 года на арене Impact Wrestling Zone в Орландо, Флорида. Шоу знаменовало собой 9-летие TNA.

## Результаты
| #                      | Матчи                                                                                    | Условия | Время |
| ---------------------- | ---------------------------------------------------------------------------------------- | --- | ----- |
| 1                      | Джеймс Шторм и Алекс Шелли (c) победили «Британское вторжение» (Даглас Уильямс и Магнус) | Командный матч 2 на 2 за титулы Чемпионов TNA в командном бою. Шелли заменил травмированного Бобби Руда.                  | 10:57 |
| 2                      | Мэтт Морган победил Скотта Штайнера                                                      | Матч 1 на 1 | 9:20  |
| 3                      | Абисс (c) победил Казариана и Брайана Кендрика                                           | Тройная угроза за титул Чемпиона Х-Дивизиона TNA                                                                          | 12:05 |
| 4                      | Кримсон победил Самоа Джо                                                                | Матч 1 на 1 | 10:33 |
| 5                      | Микки Джеймс (c) победила Энджелину Лав (с Уинтерс)                                      | Матч 1 на 1 за титул Женского Нокаут-Чемпиона TNA                                                                         | 8:00  |
| 6                      | Булли Рей победил ЭйДжей Стайлса                                                         | Матч «Последний живой» | 20:20 |
| 7                      | Мистер Андерсон победил Стинга (c)                                                       | Матч 1 на 1 за титул Чемпиона мира TNA в тяжёлом весе                                                                     | 15:52 |
| 8                      | Курт Энгл победил Джеффа Джарретта                                                       | Матч 1 на 1 за претендентство на титул Чемпиона мира TNA в тяжёлом весе с золотой Олимпийской медалью Курта Энгла на кону | 17:42 |
| (c) - текущие Чемпионы |                                                                                          | |       |